# Терренс Дін Брукс
Терренс Дін Брукс (англ. Terrence Dean Brooks, нар. 8 січня 1944), також відомий як Террі Брукс (англ. Terry Brooks) — американський письменник-фантаст.

## Життєпис
Террі Брукс народився 8 січня 1944 року. Він закінчив школу у Гамільтоновському коледжі (Нью-Йорк), де спеціалізувався з англійської літератури, після чого закінчив вищу школу в Юридичній школі Вашингтонського Університету (Вірджинія). Після навчання деякий час працював адвокатом, згодом переключився на написання романів (в основному в жанрі фентезі).
Почав писати фентезі у вищій школі. Його книжки неодноразово потрапляли в списки бестселерів, і хоча спочатку особливою оригінальністю не вирізнялися, згодом Брукс почав розвивати і деякі свої ідеї. Брукс відомий як автор багатотомних серіалів — «Шаннари» (типове пост-толкієнівське епічне фентезі), «Продається чарівне королівство» (гумористичне фентезі).
Його перша книга, «Меч Шаннари» (The Sword of Shannara) була опублікована в 1977 році. На подив, ця книга виявилася першою роботою жанру «фентезі», що з'явилася в листі книг-бестселерів газети New York Times. На ще більший подив, вона протрималася в цьому списку п'ять місяців. З тих пір Брукс написав близько 16 книг, кращих, ніж його перша. Найзначніший світ, створений Бруксом — це світ Шаннари. Цей світ — так званий Tolkien-based, тобто заснований на концепції світу Середзем'я (Толкієна). Цикл «Шаннари» налічує 13 книг і дві повісті. Безсумнівно, перша книга циклу, Меч Шаннари є поганою копією «Володаря перснів». Можна легко виявити схожих персонажів: Аланнон-Гендальф, Шіа-Фродо, Брона-Саурон. Сам сюжет також схожий на «першоджерело». Однак, наступні книги про світ «Шаннари» були кращі за першу. У 2016 році вийшла екранізація першої трилогії серії у форматі телесеріалу — «Хроніки Шаннари».
Він також автор романізацій таких знаменитих фільмів як «Капітан Гак» (режисер — Стівен Спілберг) і «Зоряні війни. Епізод I. Прихована загроза» (режисер — Джордж Лукас).

### СеріяШаннари
- Original Shannara Trilogy (Оригінальна трилогія Шаннари)
  - The Sword of Shannara (Меч Шаннари, 1977)
  - The Elfstones of Shannara (Ельфійський камінь Шаннари, 1982)
  - The Wishsong of Shannara (Пісня Шаннари, 1985)
- Heritage of Shannara (Спадщина Шаннари)
  - The Scions of Shannara (Нащадки Шаннари, 1990)
  - The Druid of Shannara (Друїд Шаннари, 1991)
  - The Elf Queen of Shannara (Королева ельфів Шаннари, 1992)
  - The Talismans of Shannara (Талісмани Шаннари, 1993)
- Приквел до Шаннари
  - First King of Shannara (Перший король Шаннари, 1996)
- Word & Void (Слово і порожнеча)
  - Running with the Demon (Та, що біжить з демоном, 1997)
  - A Knight of the Word (Лицар слова, 1998)
  - Angel Fire East (Вогняний Янгол Сходу, 1999)
- The Voyage of the Jerle Shannara (Мандрівка на Ярлі Шаннара)
  - Ilse Witch (Відьма Ільзе, 2000)
  - Antrax (Чума, 2001)
  - Morgawr (Моргавр, 2002)
- High Druid of Shannara (Школа друїдів Шаннари)
  - Jarka Ruus (Ярка Руус, 2003)
  - Tanequil (Танекіл, 2004)
  - Straken (Стракен, 2005)
- The Genesis of Shannara (Народження Шаннари)
  - Armageddon's Children (Діти Арманедону, 2006)
  - The Elves of Cintra (Ельфи Цинтри, 2007)
  - The Gypsy Morph (Мандрівник-Морф, 2008)[6]
- Legends of Shannara (Легенди Шаннари)
  - Bearers of the Black Staff (Служники Темних сил, 2010)
  - The Measure of the Magic (Міра магії, 2011)
- The Dark Legacy of Shannara (Темна спадщина Шаннари)
  - Wards of Faerie (2012)
  - Bloodfire Quest (2013)
  - Witch Wraith (2013)
- The Fall of Shannara (Падіння Шаннари)
  - The Black Elfstone (Чорний Ельфійський камінь) — книга у роботі, вийде у світ 13 червня 2017

- Paladins of Shannara (Паладіни Шаннари)
  - Allanon's Quest (2012) (електронна книга оповідань, приквел до Меча Шаннари)[7]
  - The Weapon Master's Choice (2013) (електронна книга оповідань)
  - The Black Irix (June 2013) (електронна книга оповідань)

### Magic Kingdom of Landove
- Magic Kingdom for Sale — SOLD! (Продається чарівне королівство — ПРОДАНО, 1986)
- The Black Unicorn (Чорний єдиноріг, 1987)
- Wizard at Large (Чарівник при владі, 1988)
- The Tangle Box (Скринька хитросплетінь, 1994)
- Witches' Brew (Чаклунське зілля, 1995)
- A Princess of Landover (Принцеса Заземелля, 2009)

### Інші
- Why I Write About Elves (Чому я пишу про ельфів, 2005) — есе опубліковане на Amazon short
- The Writers Complete Fantasy Reference: An Indispensable Compendium of Myth and Magic (Повний фантастичний довідник письменника: Незамінний збірник міфів та магії, 2000)
- Sometimes the Magic Works: Lessons from a Writing Life (Іноді магія працює: Уроки письменницького життя, 2003)
- Hook — романізація фільму Капітан Гак (1991) ISBN 0-449-90707-4.
- Star Wars Episode I: The Phantom Menace — романізація фільму Зоряні війни. Епізод I. Прихована загроза (1999)